# Heinrich Benedict von den Brincken
Heinrich Benedict von den Brincken (* 26. Februar 1727 in Talsen; † 28. Februar 1783 auf Gut Schödern in Kurland) war ein Jurist, Königlich polnischer Kammerherr, kurländischer Landbotenmarschall (1765 und 1766) und Landesdelegierter (1767 und 1777) bei den Verhandlungen mit der Zarin Katharina II. von Russland sowie Kirchenvisitator für Semgallen von 1769 bis 1780.

## Leben
Heinrich Benedict von den Brincken entstammt der ursprünglich in Westfalen ansässigen, seit 1462 als Vasallen des Deutschen Ordens in Kurland begüterten und weitverzweigten Familie von den Brincken. Er war der älteste Sohn von Friedrich Johann von den Brincken und seiner Ehefrau Anna Juliana, geborene von Heyking. Wie viele seiner kurländischen Standesgenossen studierte er Jurisprudenz an der Universität Jena. Er wurde Königlich polnischer Kammerherr und war seit 1753 Gutsherr auf Schödern (später noch Neu-Born, Groß Buschhof und Eisenhammer) in Semgallen. Aus der ersten Ehe mit Anna Margaretha von Plettenberg ging ein Sohn hervor. In zweiter Ehe war er mit Juliana von der Ropp verheiratet; sie hatten vier Söhne und drei Töchter.

## Wirken
1765 und 1766 wurde er von der Kurländischen Ritterschaft für die Landesversammlung zum Landbotenmarschall gewählt. 1767 – und nochmals 1777 – wurde er als Kurländischer Delegierten für die Verhandlungen mit der Zarin Katharina II. nach Moskau und St. Petersburg entsandt. Diese Verhandlungen zogen sich von September bis Dezember 1767 hin; seine schriftlichen Vorlagen und Ansprachen bei den persönlichen Audienzen sowie seine Vorsprachen bei den verschiedenen Ministern legte Heinrich Benedict von den Brincken in 1768 gedruckter Form unter dem Titel Relation von der in Moscau geführten Negoce der Kurländischen Landesversammlung vor. Durch die Verhandlungen galt es die damals drohende vollständige Vereinnahmung des Herzogtums Kurland und Semgallen, das unter polnischer Lehnshoheit stand, in das Königreich Polen abzuwehren, da die Gefahr bestand, dass die Kurländische Ritterschaft dadurch nicht nur all ihrer seit 1561 verbrieften adels-republikanischen Rechte, sondern auch der deutschen Amtssprache in Kurland und Semgallen sowie des freien Bekenntnisses für die evangelisch-lutherische Kirche beraubt werden würde. Im Auftrage der Kurländischen Ritterschaft bat und beschwor Heinrich Benedict von den Brincken Katharina II., gegenüber Polen als Schutzmacht für diese Rechte in Kurland und Semgallen einzutreten, wie sie auch für die russischen Gouvernements Estland und Livland bekräftigt worden waren. Die Ergebnisse dieser Mission waren für die weitere deutsch-baltische Geschichte von nachhaltiger Bedeutung und führten letztlich dazu, dass Kurland nach der dritten polnischen Teilung 1795 mit Estland und Livland wieder zusammengeführt, über hundert Jahre zu den drei relativ selbstverwalteten deutsch-baltischen Ostseegouvernements im Kaiserreich Russland gehörte.

## Werke
- Relation von der in Moscau geführten Negoce, Mitau 1768.